# Московське центральне кільце

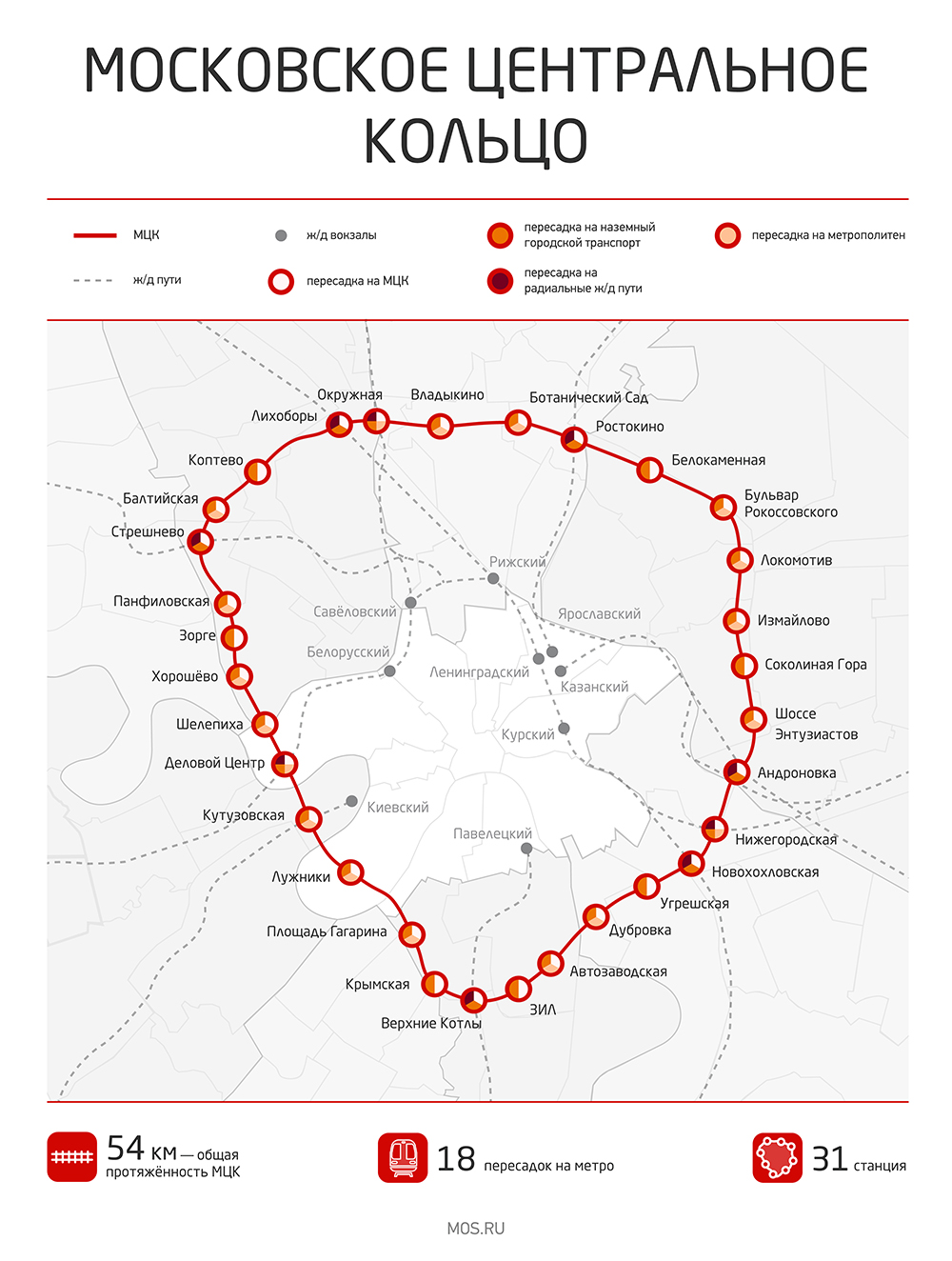
Схема МЦК

Московське центральне кільце (рос. Московское центральное кольцо) — вид міського громадського транспорту в Москві, для якого побудовані пасажирська лінія, інтегрована з Московським метрополітеном, а також вантажна лінія (Мале кільце в структурі Московської залізниці). На схемах позначена червоно-біло-червоним і цифрою . До липня 2016 року лінія називалася «Московська кільцева залізниця» (рос. Московская кольцевая железная дорога), також вона відома як «Друга кільцева лінія метро».
Кільце побудовано у 1908 році, 1934 року, за ним здійснювалися пасажирські і вантажні перевезення, найдавніші — тільки вантажні. Відкриття пасажирського руху відбулося 10 вересня 2016 року після масштабної реконструкції.

## Історія

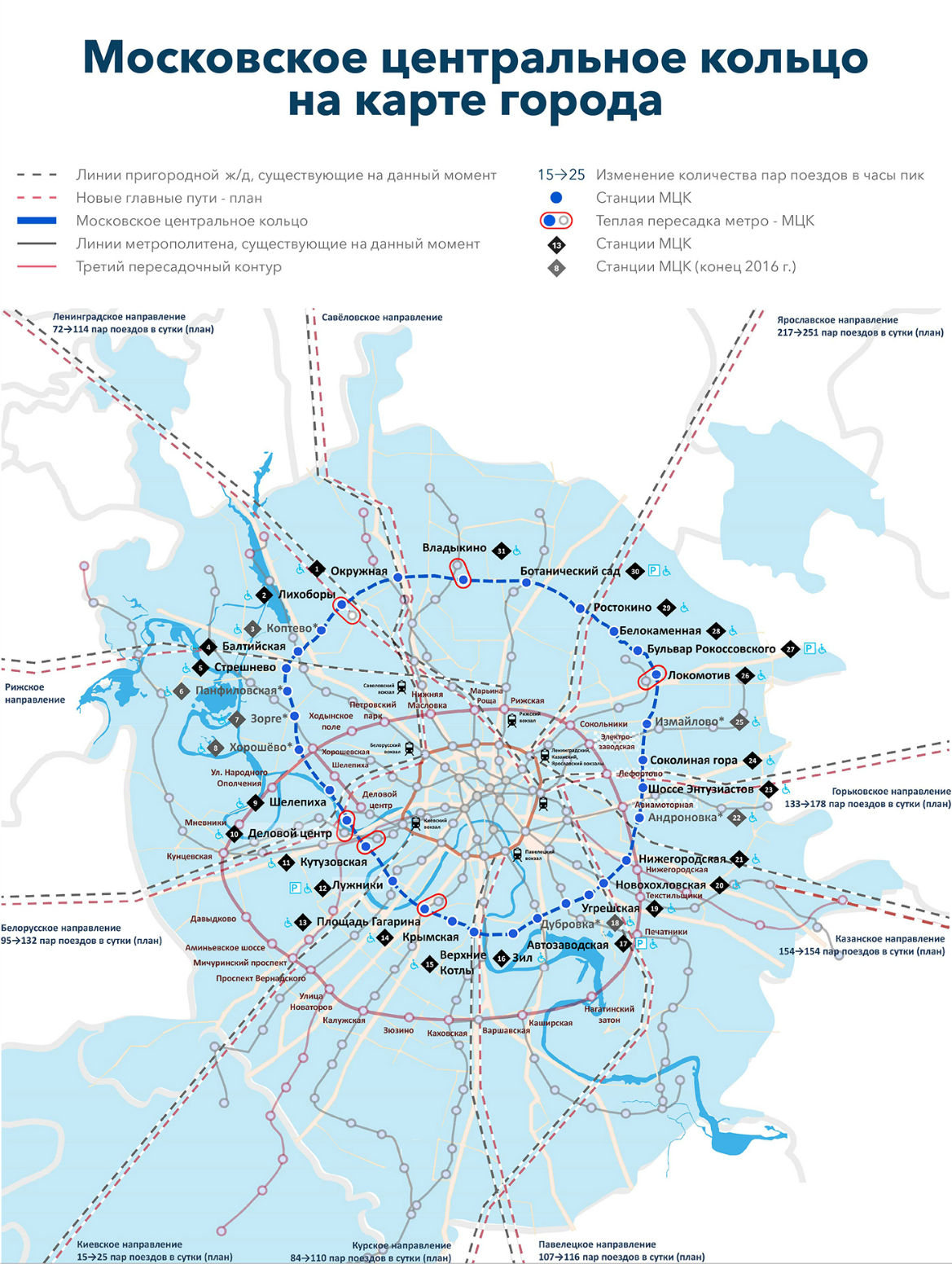
Московське центральне кільце на карті міста

Московська кільцева залізниця (МКЗ) побудована навколо Москви за проектом архітектора та інженера П. І. Рашевського у 1903—1908 роках. Її протяжність склала 54 км.
Відлік верст нової залізниці починався від точки її перетину з Миколаївською залізницею, за годинниковою стрілкою. На дорозі знаходяться 14 станцій (всі вони — унікальні зразки московського модерну початку ХХ століття), побудованих в єдиному стилі, два зупинних пункти (Патилиха — поблизу Миколаївського мосту, Військове поле — поблизу Ходинських військових таборів) і один телеграфний пост (Братцево). Всі пасажирські будівлі розташовані всередині кільця, з боку центру міста, а товарні платформи, пакгаузи, станційні колії — з зовнішнього боку.
Спочатку по дорозі перевозилися не лише вантажі, але й пасажири, до послуг яких були побудовані станції-вокзали (Владикіно, Воробйові Гори, Братцево, Срібний Бір, Лихобори, Лефортово, Канатчиково та ін.), частина з яких збереглася до сьогодні. До 1917 року МКЗ розвозили по Москві лише робітників і службовців прилеглих до Москви підприємств, незважаючи на те, що пасажирів завжди не вистачало. До кінця 1920-х райони, по яких проходить МКЗ, отримали надійні трамвайні і автобусні сполучення, і у 1934 році пасажирський рух по кільцю було закрито.
У 2008—2011 роках ВАТ «РЖД» і урядом Москви прийнято рішення реконструювати і електрифікувати Мале кільце та побудувати на займаній нею території в центрі Москви кільцеву пасажирську лінію міської електрички.
10 вересня 2016 року о 14:00, на День міста, відбулося відкриття Московського центрального кільця. У церемонії відкриття взяли участь президент РФ Путін і мер Москви Собянін.
З нагоди відкриття була випущена пам'ятна серія карти Трійка. У перший місяць після відкриття проїзд пасажирів за МЦК був безкоштовним.

## Пасажирські платформи
| №  | Платформа МЦК                        | Інші назви                                 | Розташування на Малому кільці МЗ (станція або перегін)                                       | Пересадки                                                     | Етап відкриття (дата)     | Зображення |
| -- | ------------------------------------ | ------------------------------------------ | -------------------------------------------------------------------------------------------- | ------------------------------------------------------------- | ------------------------- | ---------- |
| 1  | Окружна                              | Гостинична                                 | перегін Лихобори — Владикіно-Московське                                                      | «Окружна» пл. Окружна Савеловський напр.                      | 1 (10 вересня 2016 року)  |            |
| 2  | Владикіно                            |                                            | станція Владикіно-Московське                                                                 | «Владикіно»                                                   | 1                         |            |
| 3  | Ботанічний сад                       | Ботанічна                                  | станція Ростокіно західна горловина                                                          | «Ботанічний сад»                                              | 1                         |            |
| 4  | Ростокіно                            | Ярославська                                | станція Ростокіно східна горловина                                                           | пл. Северянин Ярославського напр.                             | 1                         |            |
| 5  | Білокам'яна                          |                                            | станція Білокам'яна                                                                          |                                                               | 1                         |            |
| 6  | Бульвар Рокосовського                | Відкрита, Відкрите шосе                    | перегін Білокам'яна — Черкізово                                                              | «Бульвар Рокосовського»                                       | 1                         |            |
| 7  | Локомотив                            | Черкізовська, Черкізово                    | станція Черкізово                                                                            | «Черкізовська»                                                | 1                         |            |
| 8  | Ізмайлово                            | Ізмайловський Парк                         | перегін Черкізово — Лефортово                                                                | «Партизанська»                                                | 1                         |            |
| 9  | Соколина Гора                        |                                            | станція Лефортово північна горловина                                                         |                                                               | 2 (11 жовтня 2016 року)   |            |
| 10 | Шосе Ентузіастів                     | Лефортово                                  | станція Лефортово південна горловина                                                         | «Шосе Ентузіастів»                                            | 1                         |            |
| 11 | Андронівка                           |                                            | станція Андронівка північна горловина                                                        | пл. Фрезер Казанського/Рязанського напр.                      | 1                         |            |
| 12 | Нижегородська                        | Рязанська                                  | станція Андронівка південна горловина                                                        | «Нижегородська вулиця» пл. Карачарово Горьківського напр.     | 1                         |            |
| 13 | Новохохловська                       | Хохловська                                 | перегін Андронівка — Угреська                                                                | пл. Калитники Курського напр.                                 | 1                         |            |
| 14 | Угреська                             | Волгоградська                              | станція Угреська східна горловина                                                            | «Волгоградський проспект»                                     | 1                         |            |
| 15 | Дубровка                             |                                            | станція Угреська західна горловина                                                           | «Дубровка», «Кожуховская»                                     | 2 (11 жовтня 2016)        |            |
| 16 | Автозаводська                        |                                            | станція Кожухово північно-східна горловина                                                   | «Автозаводська»                                               | 1                         |            |
| 17 | ЗІЛ                                  | Парк Легенд                                | станція Кожухово західна горловина                                                           |                                                               | 1                         |            |
| 18 | Верхні Котли                         | Варшавська, Варшавське шосе                | перегін Кожухово — Канатчиково                                                               | «Нагатинська» пл. Нижні Котли Павелецького напр.              | 1                         |            |
| 19 | Кримська                             | Севастопольська, Севастопольський проспект | перегін Кожухово — Канатчиково біля південно-східної горловини Канатчиково                   |                                                               | 1                         |            |
| 20 | Площа Гагаріна єдиний підземний з.п. |                                            | станція Канатчиково північно-західна горловина Гагарінський тунель                           | «Ленінський проспект»                                         | 1                         |            |
| 21 | Лужники                              | Спортивна                                  | перегін Канатчиково — Пресня в районі колишньої станції Воробйові Гори                       | «Спортивна»                                                   | 1                         |            |
| 22 | Кутузівська                          | Дорогомилово, Кутузово                     | станція Пресня, парк Кутузово в районі колишньої станції Кутузово                            | «Кутузівська»                                                 | 1                         |            |
| 23 | Діловий центр                        | Москва-Сіті, Сіті                          | станція Пресня між основною частиною і парком Кутузово (колишній перегін Пресня — Кутузово)  | «Міжнародна» пл. Тестовська Смоленського (Білоруського) напр. | 1                         |            |
| 24 | Шелепіха                             |                                            | станція Пресня, між основною частиною і парком Кутузово (колишній перегін Пресня — Кутузово) | «Шелепіха» пл. Тестовська Смоленського (Білоруського) напр.   | 1                         |            |
|    | Пресня                               |                                            | станція Пресня                                                                               |                                                               | —                         |            |
| 25 | Хорошево                             |                                            | перегін Пресня — Срібний Бор                                                                 | «Полежаєвська» «Хорошевська»                                  | 1                         |            |
| 26 | Зорге                                | Піщана, Новопіщана                         | перегін Пресня — Срібний Бор в районі колишнього полустанку Воєнне поле                      |                                                               | 2 (4 листопада 2016 року) |            |
| 27 | Панфіловська                         | Ходинська, Ходинка                         | станція Срібний Бор Бор південна горловина                                                   | «Октябрське поле»                                             | 2 (8 листопада 2016 року) |            |
| 28 | Стрешнєво                            | Волоколамська                              | перегін Срібний Бор — Лихобори                                                               | пл. Покровсько-Стрешнєво, пл. Ленінградська Ризького напр.    | 1                         |            |
| 29 | Балтійська                           | Глебово, Войківська                        | станція Лихобори непарний парк Братцево, в районі колишньої станції Братцево                 | «Войківська»                                                  | 1                         |            |
| 30 | Коптєво                              |                                            | станція Лихобори південно-західна горловина парного парку Лихобори біля депо Лихобори        |                                                               | 2 (1 листопада 2016 року) |            |
| 31 | Лихобори                             | Миколаївська                               | станція Лихобори північно-східна горловина                                                   | пл. НАТІ Октябрського напр.                                   | 1                         |            |

## Галерея

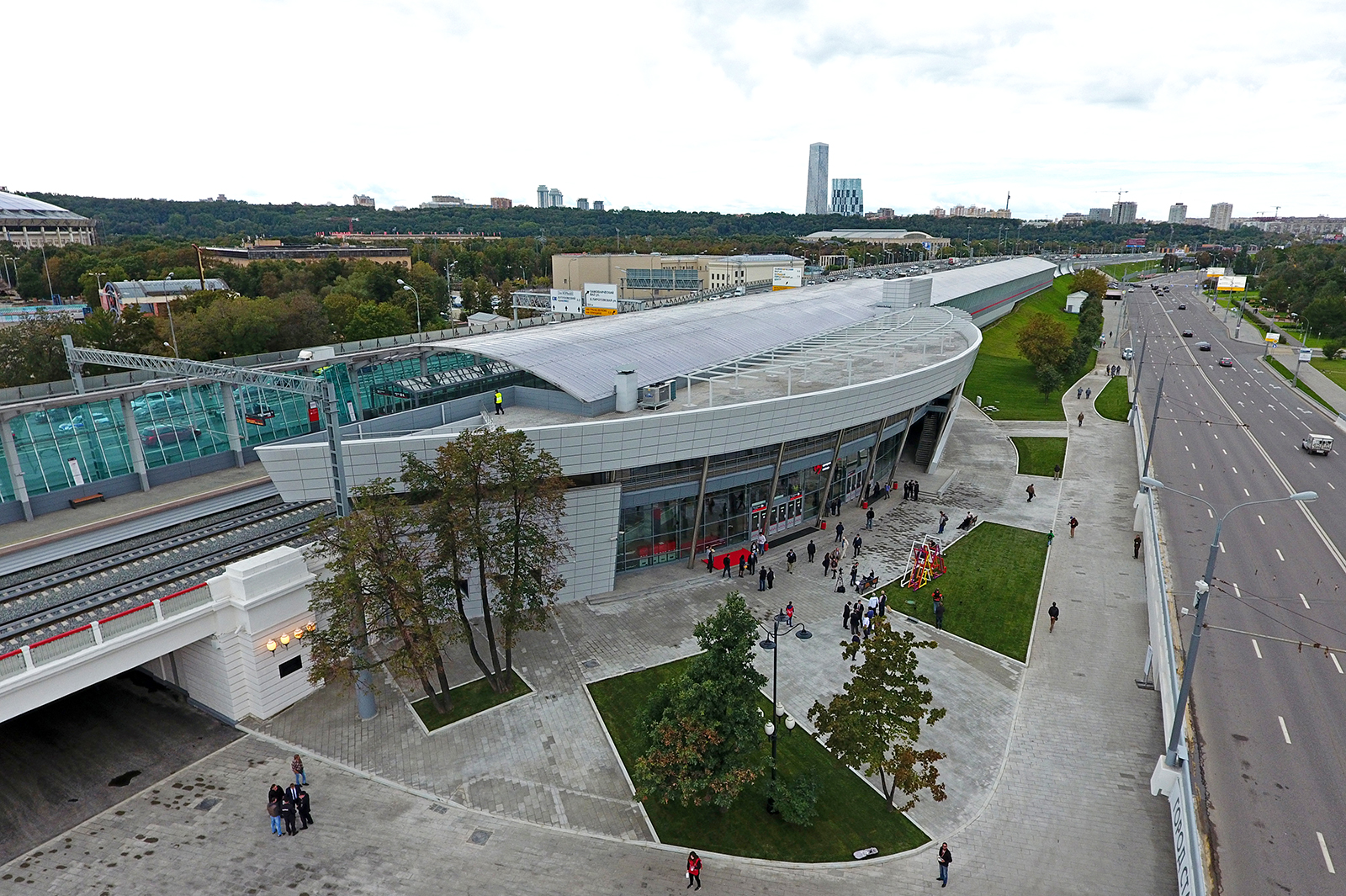
«Лужники»
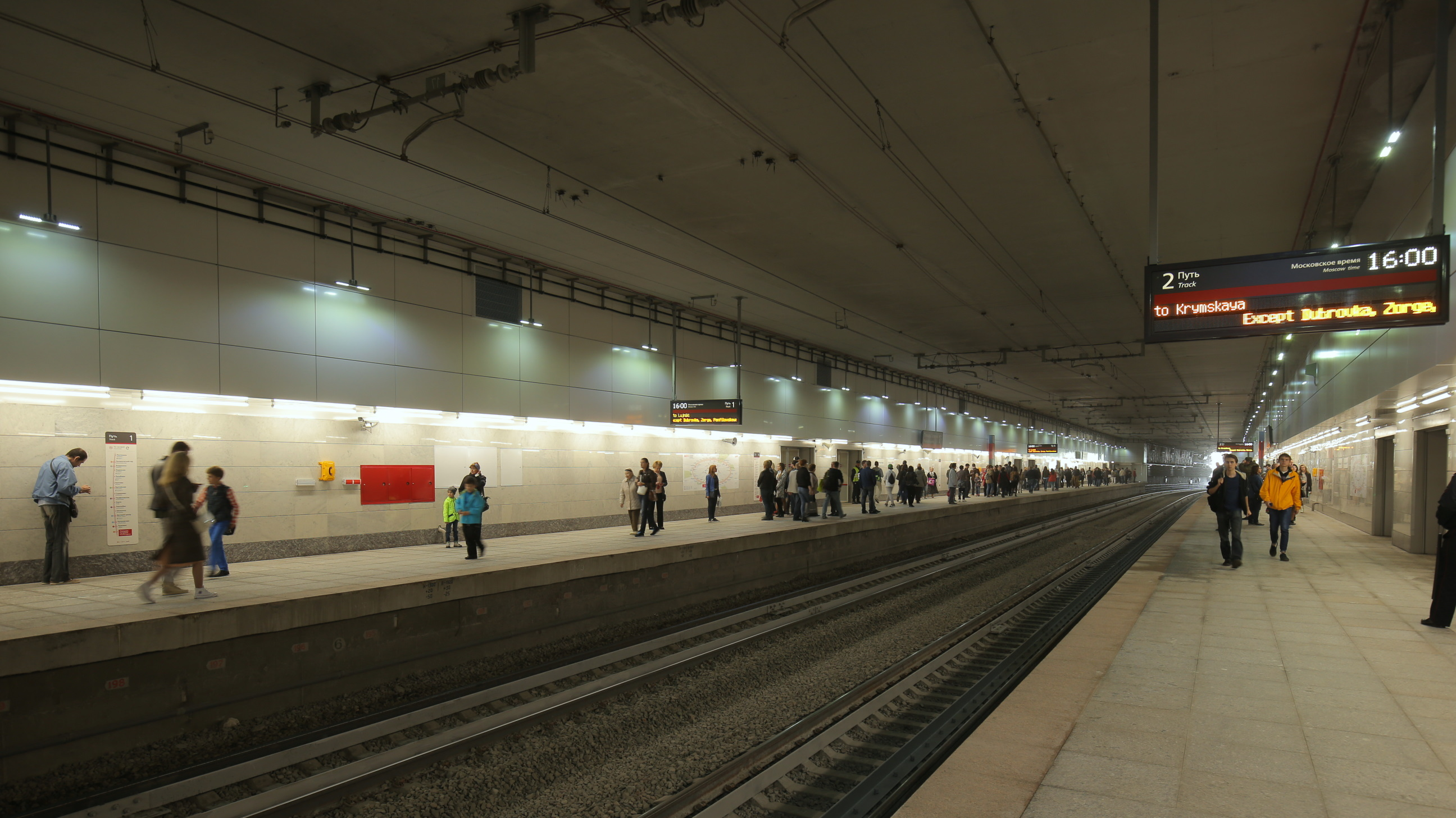
«Площа Гагаріна»
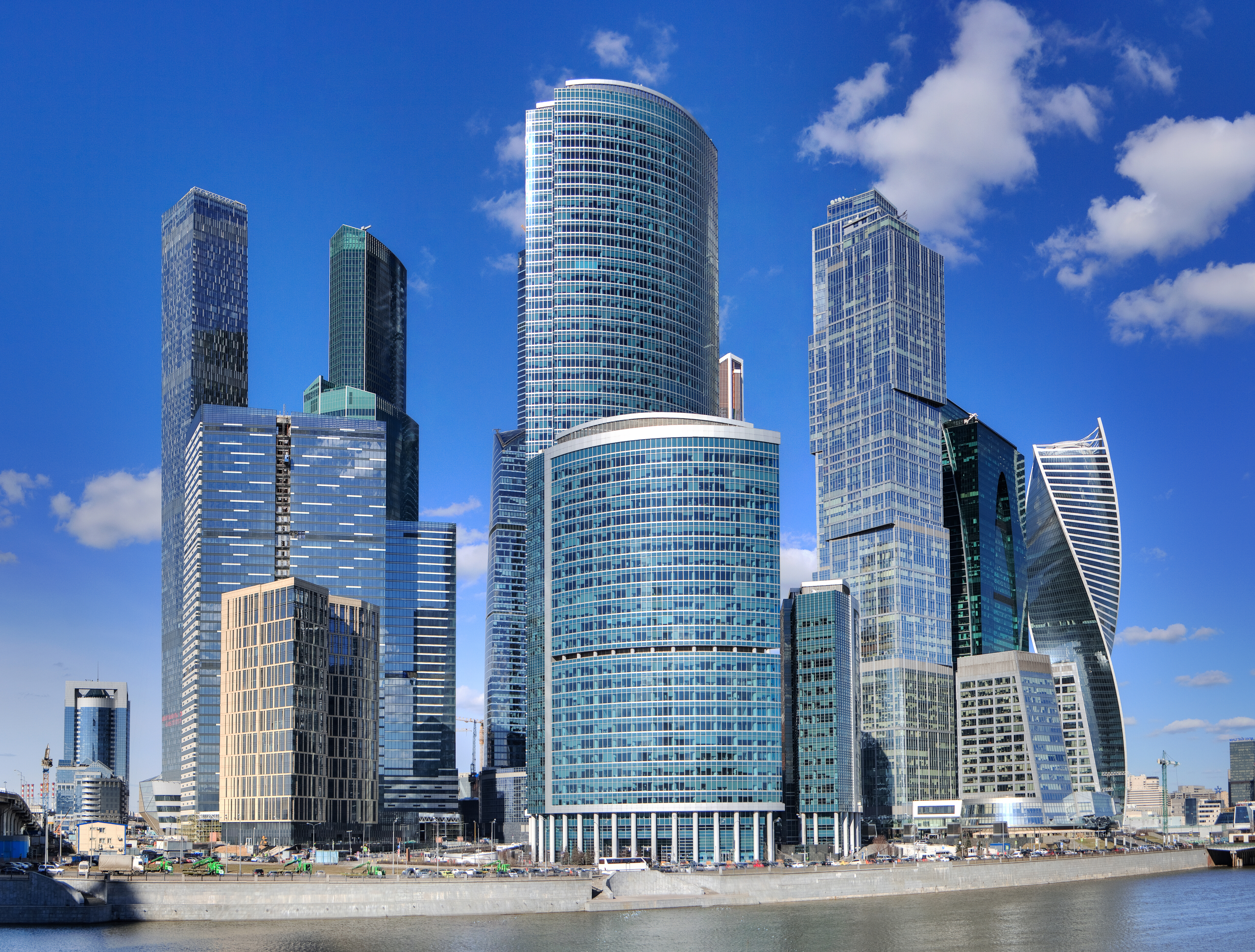
«Діловий центр»
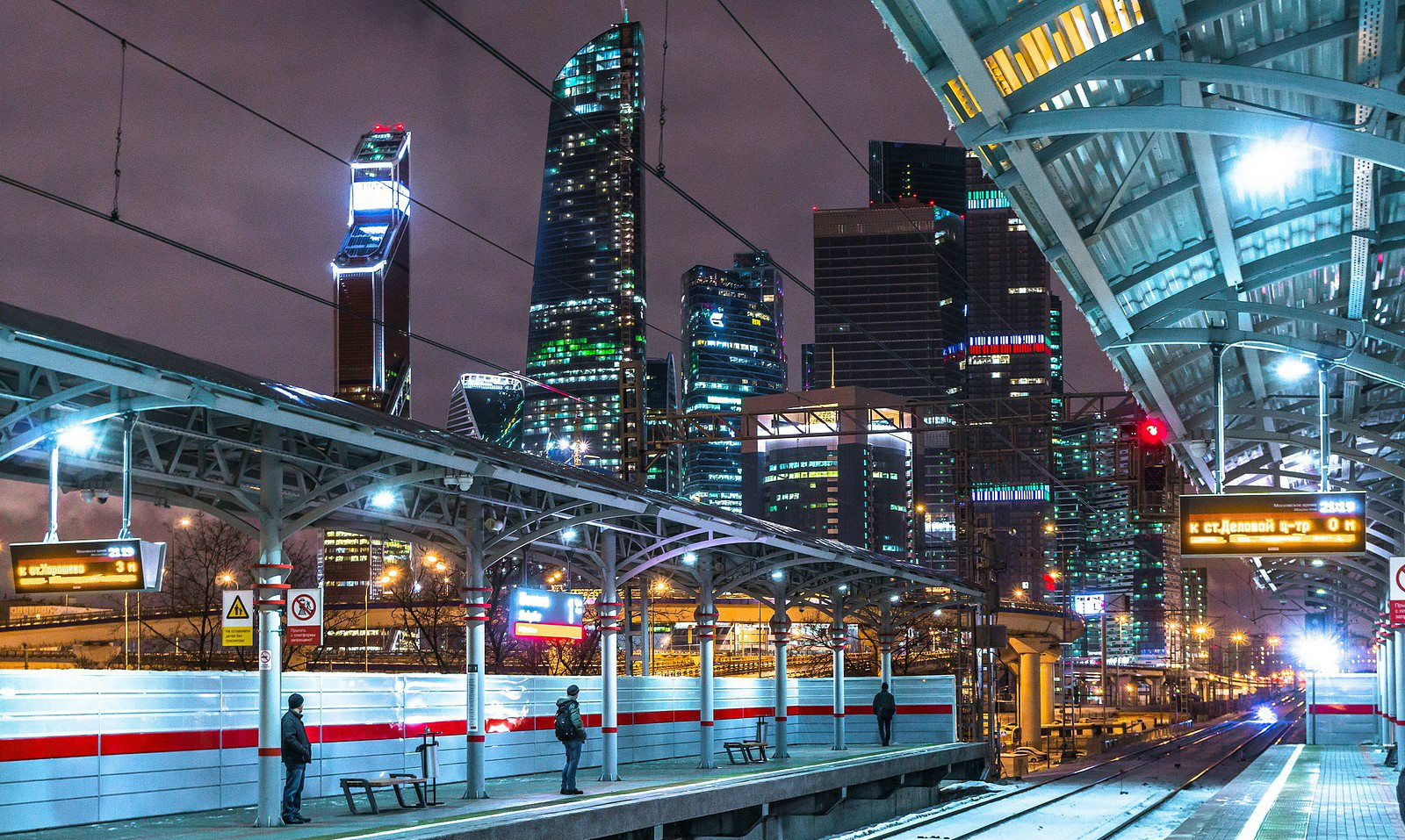
«Шелепіха»
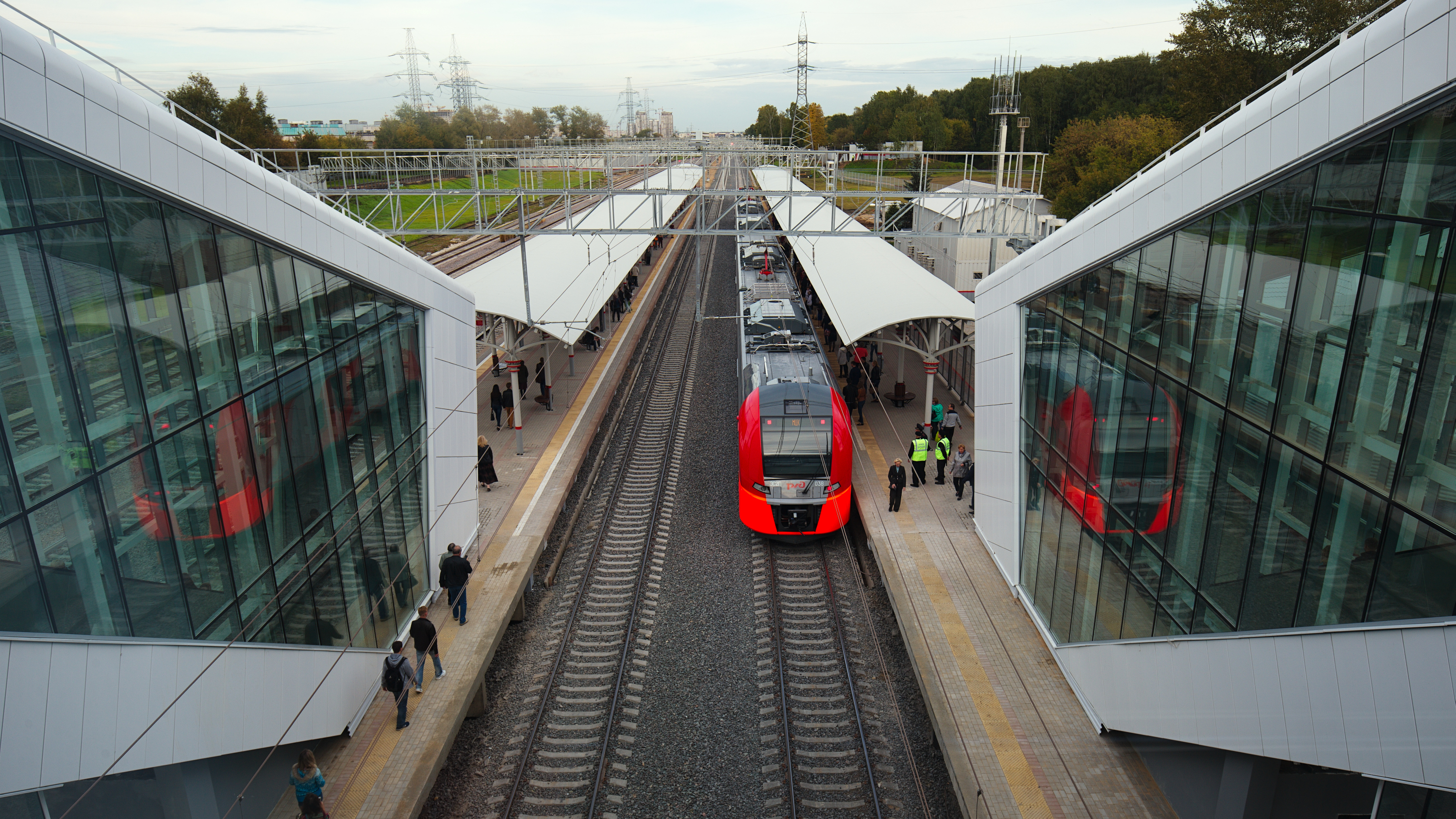
«Владикіно»
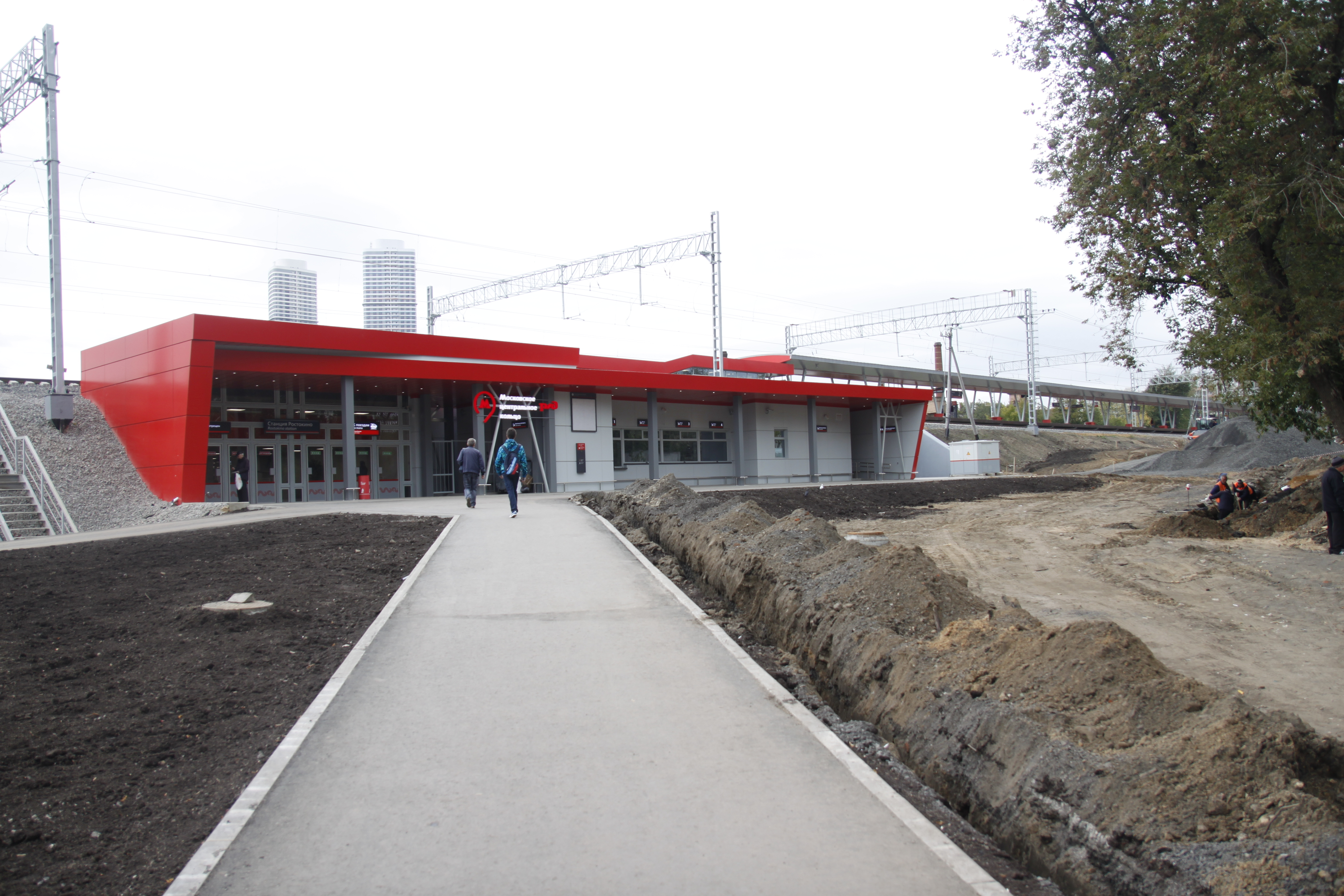
«Ростокіно»